# Pets Show
Pets Show è un programma televisivo italiano del 2003.
Basata sulla sitcom britannica Pets, la serie è stata condotta da Francesco Mandelli e Fabrizio Biggio.
La serie è stata trasmessa per la prima volta in Italia su MTV da settembre 2003.

## Puntate
| Stagione         | Puntate | Prima TV Italia |
| ---------------- | ------- | --------------- |
| Prima stagione   | 25      | 2003-2004       |
| Seconda stagione | 25      | 2004            |
| Terza stagione   | 30      | 2004-2005       |

## Personaggi e doppiatori
- Trevor, voce italiana di Luigi Rosa.
- Hamish, voce italiana di Luigi Rosa.